# عسيلة
عسيلة كانت مورد ماء في الجاهلية حيث أنها تمتاز بالماء الحلو ومازالت هذه النعمة مستمره حتى الوقت الحاضر وكانت تسمى عسل لصفاء مائها ونقائه إلي ان أصبحت مع الوقت عسيلة وهي مركز تقع في الشمال الشرقي من محافظة الدوادمي وتبعد عنها 80 كيلو متر تقريباً وتبعد عن ساجر 10 كيلو متر تقريبا وأبرز سكانها  قبيلة الحفاه من عتيبة وكأن يخرج من عسيلة 300 مقاتل وقد شارك أهل عسيلة مع الإخوان وعبد العزيز آل سعود.